# Birstein
Birstein ist eine Gemeinde am südlichen Fuß des Vogelsbergs und am nordöstlichen Rand des Main-Kinzig-Kreises im südöstlichen Hessen.

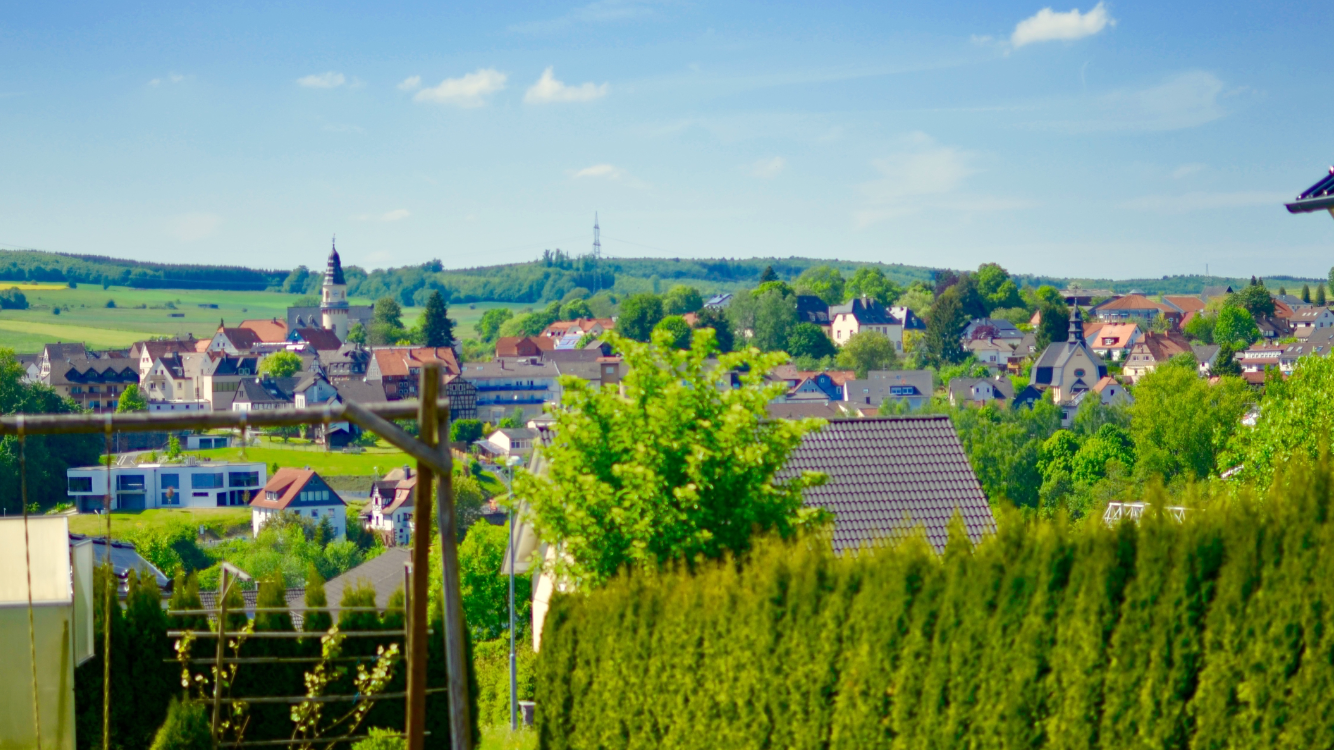
Blick auf die Kerngemeinde Birstein vom Neubaugebiet

## Geografie

### Nachbargemeinden
Birstein grenzt im Norden an die Gemeinde Grebenhain (Vogelsbergkreis), im Osten an die Gemeinde Freiensteinau (Vogelsbergkreis) und die Stadt Steinau an der Straße, im Süden an die Stadt Bad Soden-Salmünster und die Gemeinde Brachttal sowie im Westen an die Gemeinde Kefenrod und die Stadt Gedern (beide Wetteraukreis).
|                  | Grebenhain                                  |                                      |
| Kefenrod, Gedern | Kompassrose, die auf Nachbargemeinden zeigt | Freiensteinau, Steinau an der Straße |
|                  | Bad Soden-Salmünster                        |                                      |

### Gemeindegliederung
Die Gemeinde besteht aus den 16 Ortsteilen Birstein, Bösgesäß, Böß-Gesäß, Fischborn, Hettersroth, Illnhausen, Kirchbracht, Lichenroth, Mauswinkel, Oberreichenbach, Obersotzbach, Unterreichenbach, Untersotzbach, Völzberg, Wettges und Wüstwillenroth.
Die Trennung von Bösgesäß (Bösgesäß I, umgangssprachlich „Preußisch-Bösgesäß“) und Bös-Gesäß (Bösgesäß II, umgangssprachlich „Hessisch-Bösgesäß“) ist schon für das ausgehende Mittelalter nachgewiesen. Damals wurde die durch den Ort fließende Bracht als Grenze zwischen den isenburgischen Gerichten Reichenbach und Wolferborn festgelegt. Die beiden Ortsteile liegen etwa 100 Meter auseinander.
Zum Ortsteil Hettersroth gehören noch die kleinen Wohnplätze Höfen, Birkenstöcke und Loosemühle. Aufgrund ihrer geringen Größe werden diese offiziell meist nicht explizit genannt.
Zur Kerngemeinde Birstein gehören noch die inoffiziellen Ortsteile Unterberg und Oberberg.

## Geschichte

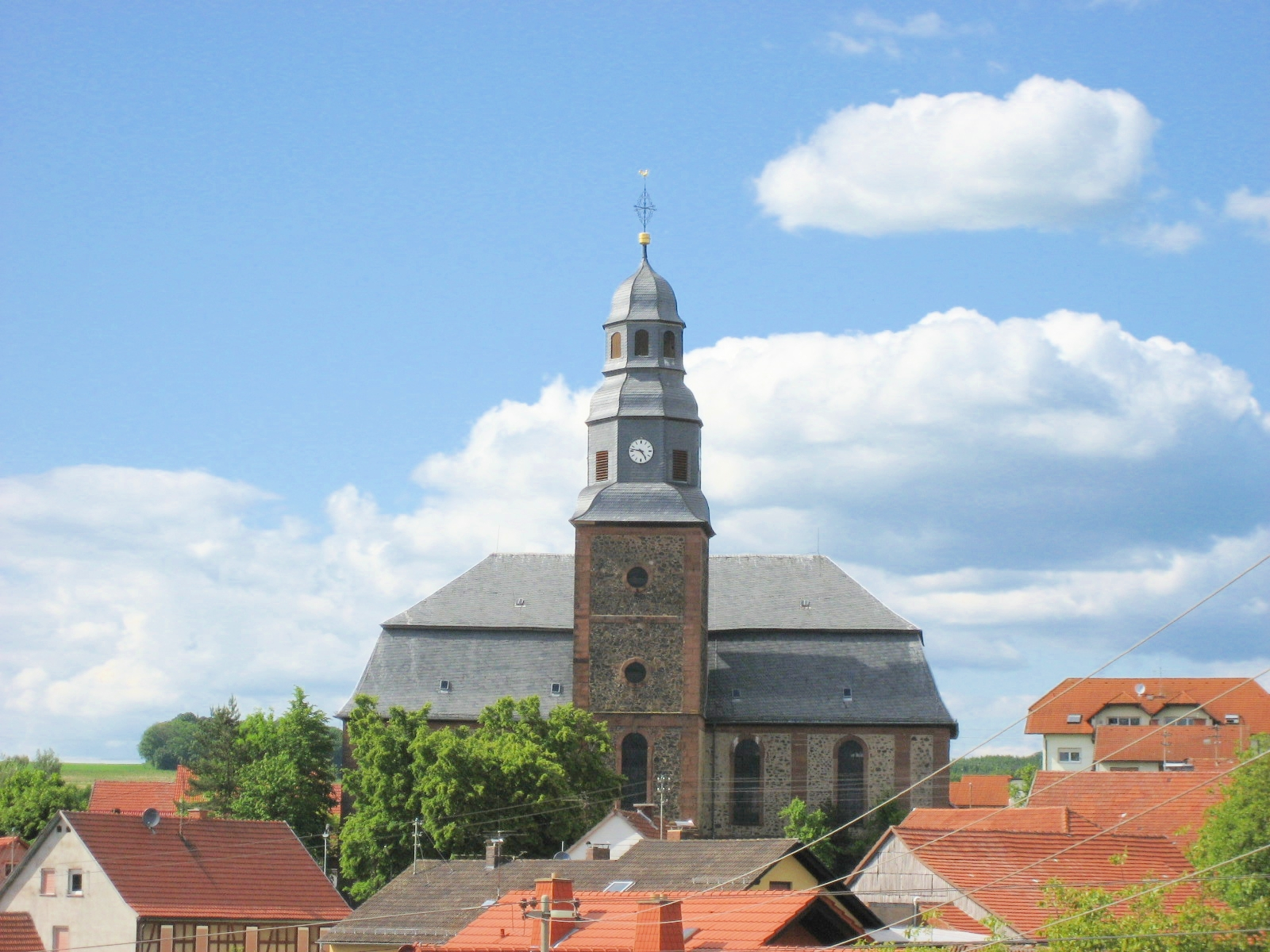
Der Vogelsberger Dom, Unterreichenbach

### Ortsgeschichte
Das „castrum birsenstein“ (birsen = birschen, mit Spürhunden jagen) wurde 1279 erstmals urkundlich erwähnt. Die Herrschaft Birstein war fuldischer Besitz, hervorgegangen aus dem fuldischen Zent Reichenbach, und war zunächst an die Herren von Büdingen als Lehen gegangen. Von diesen hatten es die Herren von Trimberg geerbt, und im Jahre 1279 belehnte Fürstabt Bertho IV. Heinrich von Weilnau und dessen Frau Lukardis von Trimberg gemeinsam mit diesem Erbe ihrer Familie, dem „castrum birsenstein et Advochatiam in Richenbach“.
Graf Heinrich II. von Weilnau verlegte 1326 seinen Wohnsitz nach Birstein. Die Weilnauer Herrschaft in Birstein dauerte allerdings nicht lange. Bereits 1332 erwarb Heinrich II. von Ysenburg durch Heirat die Hälfte der Burg und Herrschaft Birstein, und 1438 ging der gesamte Rest, soweit er nicht bereits an die Herren von Stockheim oder die von Reifenberg gefallen oder verpfändet war, an Diether I. von Ysenburg, wiederum als fuldisches Lehen.
Hessische Gebietsreform (1970–1977)
Zum 1. Februar 1971 fusionierten die bis dahin selbständigen Gemeinden Birstein, Bösgesäß, Fischborn und Kirchbracht im Zuge der Gebietsreform in Hessen freiwillig zur erweiterten Gemeinde Birstein. Am 1. März 1971 kamen Hettersroth und Oberreichenbach hinzu. Böß-Gesäß und Illnhausen folgten am 31. Dezember 1971. Obersotzbach, Unterreichenbach und Untersotzbach wurden am 1. April 1972 aufgenommen. Die Reihe der Eingemeindungen wurde mit der Eingliederung der damaligen Gemeinde Oberland kraft Landesgesetz am 1. Juli 1974 abgeschlossen. Die ehemals selbstständigen Gemeinden von Oberland, Lichenroth, Mauswinkel, Völzberg, Wettges und Wüstwillenroth wurden Ortsteile von Birstein. Für das Gebiet jeder der früher selbstständigen 16 Gemeinden, die sich in der Gemeinde Birstein zusammengeschlossen haben, wurden je ein Ortsbezirk mit Ortsbeirat und Ortsvorsteher nach der Hessischen Gemeindeordnung gebildet.

### Verwaltungsgeschichte im Überblick
Die folgende Liste zeigt die Staaten und Verwaltungseinheiten, denen Birstein angehört(e):
- vor 1806: Heiliges Römisches Reich, Fürstentum Isenburg-Birstein, Gericht Reichenbach (oder Birstein)
- ab 1806: Fürstentum Isenburg (Rheinbund),[Anm. 2] Gericht Reichenbach oder Birstein
- ab 1813: Generalgouvernement Frankfurt,[Anm. 3] Gericht Reichenbach
- ab 1815: Kaisertum Österreich,[Anm. 4] Gericht Reichenbach
- ab 1816: Kurfürstentum Hessen,[Anm. 5] Amt Wenings, Gericht Reichenbach
- ab 1821: Kurfürstentum Hessen, Kreis Salmünster[Anm. 6]
- ab 1830: Kurfürstentum Hessen, Kreis Gelnhausen
- ab 1848: Kurfürstentum Hessen, Bezirk Hanau
- ab 1851: Kurfürstentum Hessen, Kreis Gelnhausen
- ab 1867: Königreich Preußen,[Anm. 7] Provinz Hessen-Nassau, Regierungsbezirk Kassel, Kreis Gelnhausen
- ab 1871: Deutsches Reich, Königreich Preußen, Provinz Hessen-Nassau, Regierungsbezirk Kassel, Kreis Gelnhausen
- ab 1918: Deutsches Reich, Freistaat Preußen, Provinz Hessen-Nassau, Regierungsbezirk Kassel, Kreis Gelnhausen
- ab 1944: Deutsches Reich, Freistaat Preußen, Provinz Kurhessen, Landkreis Gelnhausen
- ab 1945: Deutsches Reich, Amerikanische Besatzungszone,[Anm. 8] Groß-Hessen, Regierungsbezirk Wiesbaden, Landkreis Gelnhausen
- ab 1946: Deutsches Reich, Amerikanische Besatzungszone, Hessen, Regierungsbezirk Wiesbaden, Landkreis Gelnhausen
- ab 1949: Bundesrepublik Deutschland, Hessen, Regierungsbezirk Wiesbaden, Landkreis Gelnhausen
- ab 1968: Bundesrepublik Deutschland, Hessen, Regierungsbezirk Darmstadt, Landkreis Gelnhausen
- ab 1974: Bundesrepublik Deutschland, Hessen, Regierungsbezirk Darmstadt, Main-Kinzig-Kreis

## Bevölkerung

### Einwohnerstruktur 2011
Nach den Erhebungen des Zensus 2011 lebten am Stichtag dem 9. Mai 2011 in Birstein 6317 Einwohner. Darunter waren 165 (2,6 %) Ausländer, von denen 92 aus dem EU-Ausland, 52 aus anderen europäischen Ländern und 21 aus anderen Staaten kamen. (Bis zum Jahr 2020 erhöhte sich die Ausländerquote auf 5,6 %.) Nach dem Lebensalter waren 1086 Einwohner unter 18 Jahren, 2526 zwischen 18 und 49, 1479 zwischen 50 und 64 und 1227 Einwohner waren älter. Die Einwohner lebten in 2484 Haushalten. Davon waren 582 Singlehaushalte, 723 Paare ohne Kinder und 902 Paare mit Kindern, sowie 219 Alleinerziehende und 58 Wohngemeinschaften. In 468 Haushalten lebten ausschließlich Senioren und in 1611 Haushaltungen lebten keine Senioren.

### Einwohnerentwicklung
Quelle: Historisches Ortslexikon
- 1514: 39 Zinsende[Anm. 9]
- 1551: 51 Zinsende
- 1606: 87 Untertanen
- 1655: 23 Haushaltungen
- 1766: 86 Mann

| Birstein: Einwohnerzahlen von 1834 bis 2020 | Birstein: Einwohnerzahlen von 1834 bis 2020 | Birstein: Einwohnerzahlen von 1834 bis 2020 | Birstein: Einwohnerzahlen von 1834 bis 2020 | Birstein: Einwohnerzahlen von 1834 bis 2020 |
| --- | ------------------------------------------- | ------------------------------------------- | ------------------------------------------- | ------------------------------------------- |
| Jahr |                                             |                                             |                                             | Einwohner                                   |
| 1834 | 1834                                        |                                             | 965                                         | 965                                         |
| 1840 | 1840                                        |                                             | 1.015                                       | 1.015                                       |
| 1846 | 1846                                        |                                             | 1.081                                       | 1.081                                       |
| 1852 | 1852                                        |                                             | 1.114                                       | 1.114                                       |
| 1858 | 1858                                        |                                             | 1.008                                       | 1.008                                       |
| 1864 | 1864                                        |                                             | 974                                         | 974                                         |
| 1871 | 1871                                        |                                             | 974                                         | 974                                         |
| 1875 | 1875                                        |                                             | 1.041                                       | 1.041                                       |
| 1885 | 1885                                        |                                             | 1.117                                       | 1.117                                       |
| 1895 | 1895                                        |                                             | 1.065                                       | 1.065                                       |
| 1905 | 1905                                        |                                             | 1.121                                       | 1.121                                       |
| 1910 | 1910                                        |                                             | 1.111                                       | 1.111                                       |
| 1925 | 1925                                        |                                             | 1.111                                       | 1.111                                       |
| 1939 | 1939                                        |                                             | 1.042                                       | 1.042                                       |
| 1946 | 1946                                        |                                             | 1.700                                       | 1.700                                       |
| 1950 | 1950                                        |                                             | 1.784                                       | 1.784                                       |
| 1956 | 1956                                        |                                             | 1.765                                       | 1.765                                       |
| 1961 | 1961                                        |                                             | 1.732                                       | 1.732                                       |
| 1967 | 1967                                        |                                             | 1.717                                       | 1.717                                       |
| 1970 | 1970                                        |                                             | 1.704                                       | 1.704                                       |
| 1973 | 1973                                        |                                             | 5.749                                       | 5.749                                       |
| 1975 | 1975                                        |                                             | 5.740                                       | 5.740                                       |
| 1980 | 1980                                        |                                             | 5.709                                       | 5.709                                       |
| 1985 | 1985                                        |                                             | 5.840                                       | 5.840                                       |
| 1990 | 1990                                        |                                             | 6.172                                       | 6.172                                       |
| 1995 | 1995                                        |                                             | 6.406                                       | 6.406                                       |
| 2000 | 2000                                        |                                             | 6.603                                       | 6.603                                       |
| 2005 | 2005                                        |                                             | 6.588                                       | 6.588                                       |
| 2010 | 2010                                        |                                             | 6.297                                       | 6.297                                       |
| 2011 | 2011                                        |                                             | 6.317                                       | 6.317                                       |
| 2015 | 2015                                        |                                             | 6.269                                       | 6.269                                       |
| 2020 | 2020                                        |                                             | 6.191                                       | 6.191                                       |
| Datenquelle: Historisches Gemeindeverzeichnis für Hessen: Die Bevölkerung der Gemeinden 1834 bis 1967. Wiesbaden: Hessisches Statistisches Landesamt, 1968. Weitere Quellen: ; Hessisches Statistisches Informationssystem; Zensus 2011 Nach 1970 einschließlich der im Zuge der Gebietsreform in Hessen eingegliederten Orte. |                                             |                                             |                                             |                                             |

### Religion
Die Bevölkerung der Gemeinde Birstein ist zu einem recht hohen Anteil evangelischer Konfession. Neben den fünf evangelischen Kirchen im Gemeindegebiet existieren eine katholische Kirche und weitere Glaubensgemeinschaften.
Seit dem 17. Jahrhundert existierte eine jüdische Gemeinde in Birstein. Im Jahre 1925 machten Juden 10,4 % der Bevölkerung aus. In den ersten Jahren des Nationalsozialismus sah sich ein Großteil der Birsteiner Juden zur Auswanderung gezwungen; die jüdische Gemeinde wurde 1937 aufgelöst. Mindestens 26 der in Birstein geborenen oder ansässigen Juden wurden in der Zeit des Nationalsozialismus ermordet.
Zahlen zur Religionszugehörigkeit
| • 1885: | 883 evangelische (79,05 %), 130 katholische (= 11,64 %), 104 jüdische (= 9,31 %) Einwohner  |
| • 1961: | 1173 evangelische (= 67,84 %), 523 katholische (= 30,20 %) Einwohner                        |
| • 1987: | 4774 evangelische (= 80,7 %), 824 katholische (= 13,9 %), 319 sonstige (= 5,4 %) Einwohner  |
| • 2011: | 4477 evangelische (= 70,9 %), 870 katholische (= 13,8 %), 970 sonstige (= 15,4 %) Einwohner |

## Politik

### Gemeindevertretung
Die Kommunalwahl am 14. März 2021 lieferte folgendes Ergebnis, in Vergleich gesetzt zu früheren Kommunalwahlen:
| Sitzverteilung in der Gemeindevertretung 2021Insgesamt 25 Sitze - SPD: 10 - FDP: 2 - CDU: 5 - FBG: 8 | Parteien und Wählergemeinschaften | Parteien und Wählergemeinschaften           | % 2021 | Sitze 2021 | % 2016 | Sitze 2016 | % 2011 | Sitze 2011 | % 2006 | Sitze 2006 | % 2001 | Sitze 2001 |
| Sitzverteilung in der Gemeindevertretung 2021Insgesamt 25 Sitze - SPD: 10 - FDP: 2 - CDU: 5 - FBG: 8 | SPD                               | Sozialdemokratische Partei Deutschlands     | 38,6   | 10         | 27,3   | 7          | 33,5   | 9          | 36,9   | 9          | 34,7   | 11         |
| Sitzverteilung in der Gemeindevertretung 2021Insgesamt 25 Sitze - SPD: 10 - FDP: 2 - CDU: 5 - FBG: 8 | CDU                               | Christlich Demokratische Union Deutschlands | 21,0   | 5          | 23,9   | 6          | 28,7   | 7          | 34,3   | 9          | 33,6   | 10         |
| Sitzverteilung in der Gemeindevertretung 2021Insgesamt 25 Sitze - SPD: 10 - FDP: 2 - CDU: 5 - FBG: 8 | FBG                               | Freie Bürgergemeinschaft                    | 33,6   | 8          | 38,4   | 9          | 27,5   | 7          | 28,8   | 7          | 25,3   | 8          |
| Sitzverteilung in der Gemeindevertretung 2021Insgesamt 25 Sitze - SPD: 10 - FDP: 2 - CDU: 5 - FBG: 8 | ABB                               | Aktive Bürger für Birstein                  | –      | –          | —      | —          | 5,5    | 1          | —      | —          | —      | —          |
| Sitzverteilung in der Gemeindevertretung 2021Insgesamt 25 Sitze - SPD: 10 - FDP: 2 - CDU: 5 - FBG: 8 | FDP                               | Freie Demokratische Partei                  | 6,8    | 2          | 6,4    | 2          | 4,8    | 1          | —      | —          | —      | —          |
| Sitzverteilung in der Gemeindevertretung 2021Insgesamt 25 Sitze - SPD: 10 - FDP: 2 - CDU: 5 - FBG: 8 | GRÜNE                             | Bündnis 90/Die Grünen                       | –      | –          | 4,1    | 1          | —      | —          | —      | —          | 6,5    | 2          |
| Sitzverteilung in der Gemeindevertretung 2021Insgesamt 25 Sitze - SPD: 10 - FDP: 2 - CDU: 5 - FBG: 8 | gesamt                            | gesamt                                      | 100,0  | 25         | 100,0  | 25         | 100,0  | 25         | 100,0  | 25         | 100,0  | 31         |
| Sitzverteilung in der Gemeindevertretung 2021Insgesamt 25 Sitze - SPD: 10 - FDP: 2 - CDU: 5 - FBG: 8 | Wahlbeteiligung in %              | Wahlbeteiligung in %                        | 59,2   | 59,2       | 55,5   | 55,5       | 55,5   | 55,5       | 49,6   | 49,6       | 59,4   | 59,4       |

### Bürgermeister

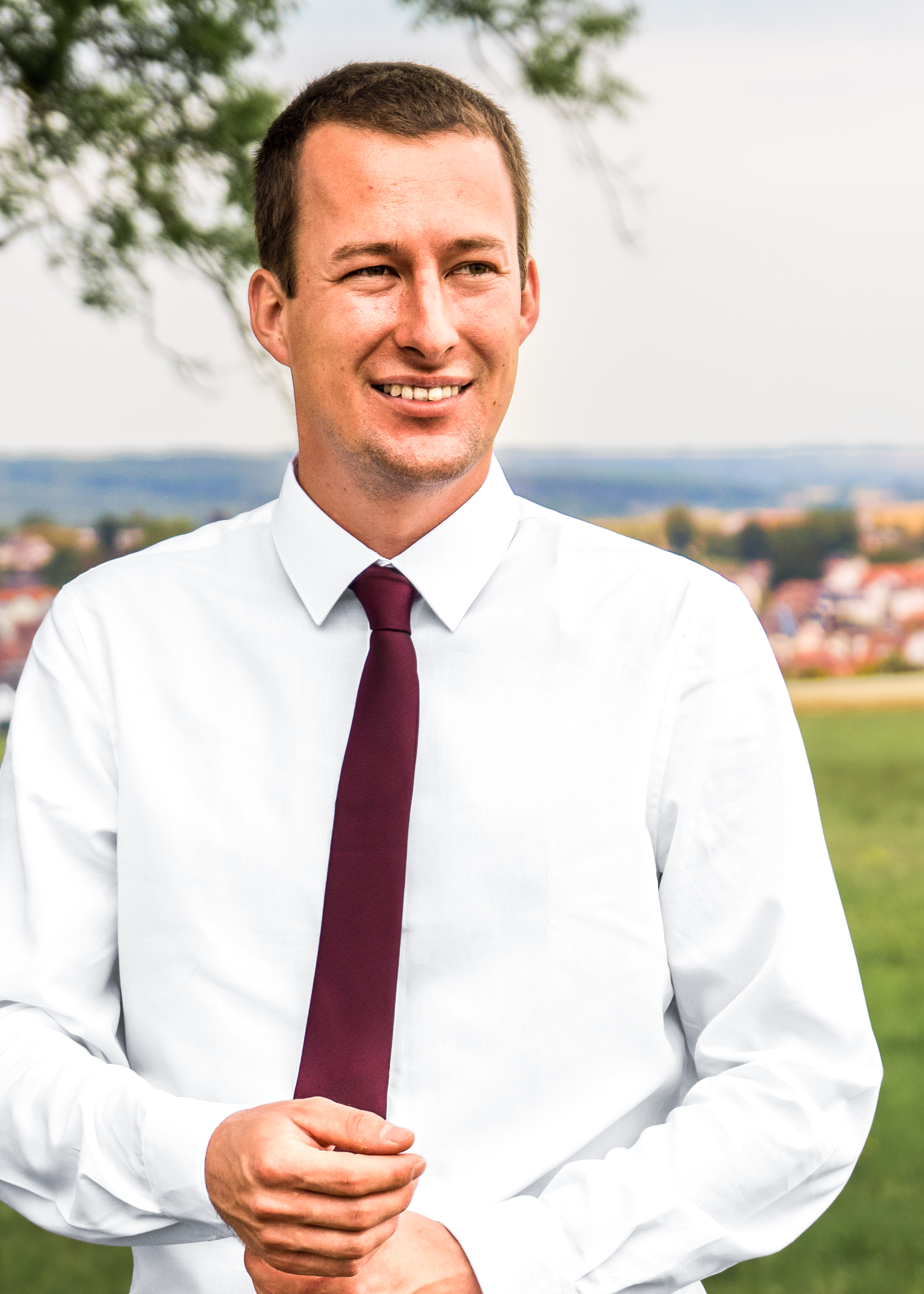
Offizielles Wahlkampfporträt von Fabian Fehl 2019

Nach der hessischen Kommunalverfassung wird der Bürgermeister für eine sechsjährige Amtszeit gewählt, seit dem Jahr 1993 in einer Direktwahl, und ist Vorsitzender des Gemeindevorstands, dem in der Gemeinde Birstein neben dem Bürgermeister ehrenamtlich ein Erster Beigeordneter und zehn weitere Beigeordnete angehören. Bürgermeister ist seit dem 1. April 2020 Fabian Fehl (SPD). Er wurde als Nachfolger von Wolfgang Gottlieb, der nach vier Amtszeiten nicht wieder kandidiert hatte, am 3. November 2019 in einer Stichwahl bei 61,9 Prozent Wahlbeteiligung mit 52,8 Prozent der Stimmen gewählt.
Amtszeiten der Bürgermeister
- 2020–2026 Fabian Fehl (SPD)[22]
- 1996–2020 Wolfgang Gottlieb[23]
- 1977–1996 Walter Kurzkurt (CDU) (1935–2011)[26]
- 1971–1977 Erhard Erb[27]

### Ortsbeiräte
Für alle Ortsteile und die Kerngemeinde besteht je ein Ortsbezirk mit Ortsbeirat und Ortsvorsteher nach Maßgabe der §§ 81 und 82 HGO und des Kommunalwahlgesetzes in der jeweils gültigen Fassung.
Die Ortsbezirke sind durch die Gebiete der Ortsteile abgegrenzt. Die Ortsbeiräte bestehen aus drei bis fünf Mitgliedern.
Deren Wahl erfolgt im Rahmen der Kommunalwahlen. Der Ortsbeirat wählt eines seiner Mitglieder zum Ortsvorsteher bzw. zur Ortsvorsteherin. Zur Zusammensetzung siehe die jeweiligen Stadtteile.

### Ortsbeirat Ortsteil Birstein
Der Ortsbeirat besteht aus fünf Mitgliedern. Bei den Kommunalwahlen in Hessen 2021 betrug die Wahlbeteiligung zum Ortsbeirat 47,0 %. Dabei wurden gewählt: drei Mitglieder der „Freien Bürgergemainschaft“ (FBG), zwei Mitglieder der SPD. Der Ortsbeirat wählte Peter Blumöhr (FBG) zum Ortsvorsteher.

## Infrastruktur und Wirtschaft

### Verkehrsanbindung

#### Straße
Birstein ist an das Autobahnnetz über die Bundesstraße 276, die zur Anschlussstelle Bad Orb/Wächtersbach der A 66 führt, angebunden.

#### Bahn
Vom Bahnhof Wächtersbach aus besteht Anschluss an die Bahnstrecke Frankfurt–Fulda. Der Bahnhof ist behindertengerecht ausgebaut. Der Regional-Express Fulda–Frankfurt (RE 50) verkehrt im Stundentakt, hinzu kommt die Regionalbahn Wächtersbach–Frankfurt (RB 51).

#### Fahrrad
Es besteht Anschluss an das Radwegenetz Hessen über den Vogelsberger Südbahnradweg, welcher durch Birstein führt. Auf diesem verkehrte bis 1967 die heute stillgelegte Vogelsberger Südbahn. Entlang des Radwegs wurden etliche Rastplätze mit Informationstafeln eingerichtet. Pedelecs können an mehreren kostenlosen Ladestationen wiederaufgeladen werden. Ein paar der Ladestationen sind auf der Website der Kreiswerke Main-Kinzig veröffentlicht. Viele weitere Ladestationen sind auf den Karten der Website GoingElectric.de zu finden.

### Öffentlicher Nahverkehr
Die Buslinien MKK-71 und MKK-72 der Kreiswerke Main-Kinzig GmbH stellen eine stündliche Verbindung über die Orte Wächtersbach–Schlierbach–Neuenschmidten–Birstein dar. Es gilt der Tarif des Rhein-Main-Verkehrsverbundes.

## Kultur

### Kindergärten
Birstein verfügt sowohl in der Kerngemeinde als auch in den Ortsteilen über Kindergärten:
- Kindertagesstätte Villa Kunterbunt mit Naturgruppe Im Schneckenwäldchen in Birstein, mit 85 Plätzen in drei Kindergruppen und einer Krippengruppe, betreut durch 10 Erzieherinnen.
- Kindertagesstätte Krabbelstube Löwenzahn in Birstein, mit 24 Plätzen
- Kindergarten Pusteblume in Birstein, mit 70 Plätzen
- Kindergarten Im Zauberwald in  Birstein - Kirchbracht, mit 70 Plätzen für Kinder ab drei Jahren.
- Kindergarten Zwergenstübchen in Birstein-Lichenroth, mit 20 Plätzen für Kinder ab zwei Jahren.
- Der Naturkindergarten Lämmerschlupp in Birstein-Kirchbracht ist eine Kinderbetreuung von freien Trägern. Er bietet Platz für 20 Kinder ab zwei Jahren.

### Schulen

#### Grundschule
Die Grundschule am Hasenwäldchen hat seinen Einzugsbereich: in der Großgemeinde Birstein und in Teilen von Brachttal und Bad Soden-Salmünster.

#### Weiterführende Schulen
In der Gemeinde gibt es die Haupt- und Realschule Birstein. Darüber hinaus ist Birstein an die Friedrich-August-Genth-Schule (kooperative Gesamtschule) in Wächtersbach, das Grimmelshausen-Gymnasium in Gelnhausen und die Henry-Harnischfeger-Schule (integrierte Gesamtschule) in Bad Soden-Salmünster angebunden.

### Vereine
Dutzende von eingetragenen Vereinen in Birstein beleuchten das lebhafte Vereinswesen der Gemeinde und der Ortsteile.

## Freizeit und Sport

### Sportvereine
Viele Sportvereine prägen das Freizeitverhalten der Kommune. Unter ihnen sind
- Angelverein Eisvogel e. V., von 1966
- Volleyball-Gemeinschaft Birstein e. V., von 1976
- Dart-Club Hotzenplotz, von 1983
- Tennisclub Blau Weiß e. V. von 1968
- SKC Sotzbach e. V., von 1986
- Schach-Club Sotzbach, von 1981
- SV Birstein, 1920 e. V.
- Tischtennisverein der KSG Unterreichenbach, von 1966.

### Sporteinrichtungen
Sporteinrichtungen sind in allen Ortsteilen zu finden, so z. B.:
- Zwei Allwettertennisplätze und zwei Sandplätze bietet der Tennisclub Blau Weiß e. V.,
- Freizeitbad Birstein,
- Viele  Sport- und Bolzplätze gibt es in den einzelnen Ortsteilen,
- Im Restaurant "Zum Alten Hofhaus" gibt es Kegelbahnen.

## Sehenswürdigkeiten

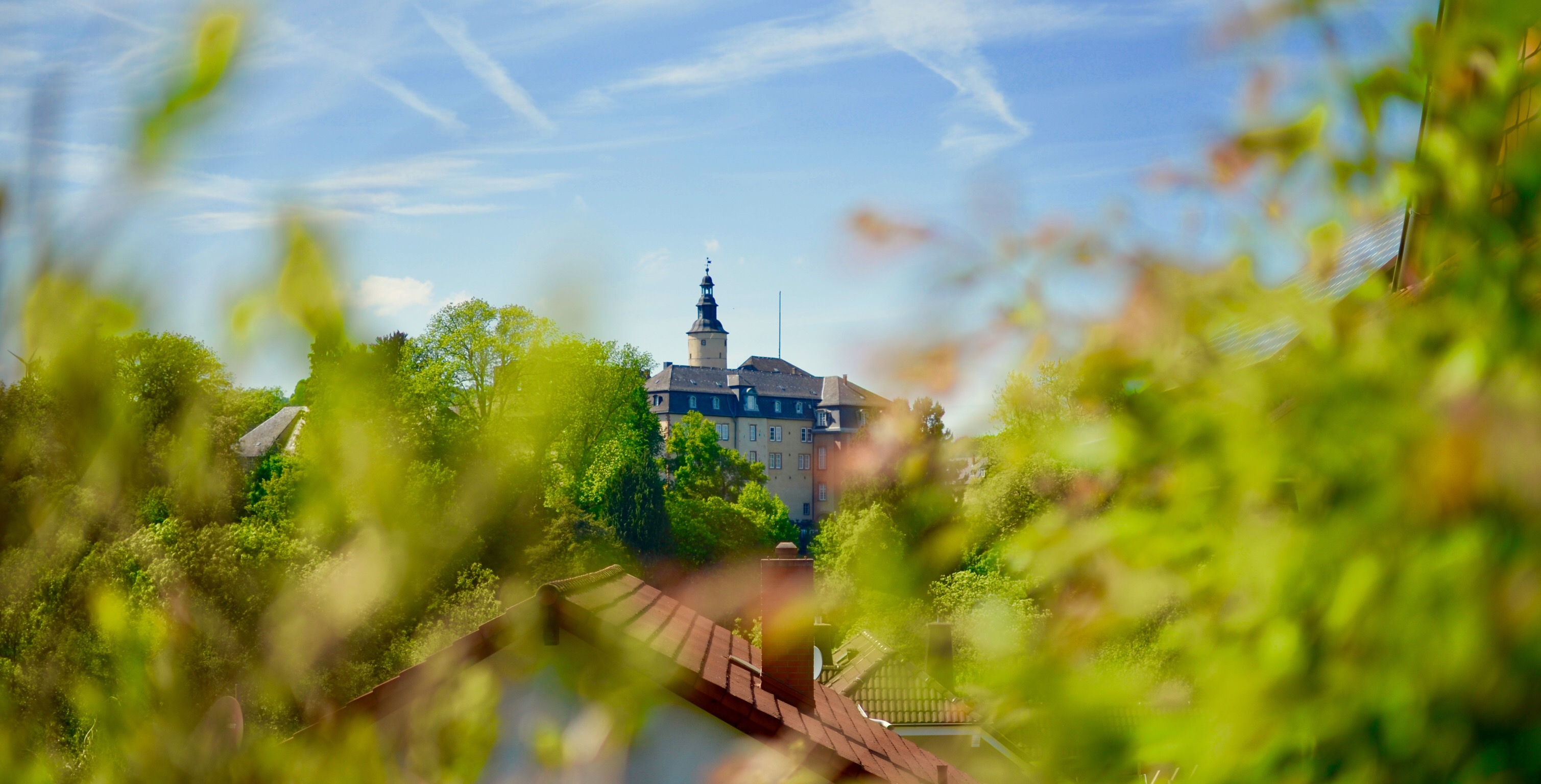
Blick auf das Schloss Birstein aus dem Neubaugebiet

- Schloss Birstein, seit 1517 Sitz des Grafen- und Fürstenhauses Isenburg, einem der ältesten Adelsgeschlechtern Europas.
- alter Ortskern von Birstein (Kirchgasse, Schlossstraße, Schulweg, Lauterbacher Straße), u. a. mit der ehemaligen Lateinschule (erbaut 1692), dem ehemaligen Amtsgericht (erbaut 1903) und dem ehemaligen Rathaus.
- evangelisches Pfarrhaus (erbaut 1556).
- evangelische Kirche Birstein (erbaut 1914) nebst Begräbnisstätte des Fürstenhauses Isenburg[31].
- evangelische Kirche Birstein-Unterreichenbach (erbaut 1748), auch „Vogelsberger Dom“ genannt.
- katholische Kirche Mariae Heimsuchung, Birstein (erbaut 1914).
- Sotzbacher Feuerwehrscheune, das einzige Feuerwehrmuseum seiner Art im Main-Kinzig-Kreis.
- Naturlehrpfad „Graf-Dietrich-Weiher“ in Birstein-Fischborn, der den Besuchern die Flora und Fauna des 1980 gegründeten Naturschutzgebiets rund um den Graf-Dietrich-Weiher näherbringt.
- Lehrpfad „Der Weg des Wassers“ in Birstein-Fischborn, welche den Weg des Trinkwassers aus dem Vogelsberg nach Frankfurt am Main rekonstruiert.
- Durch das Stadtgebiet verläuft der BahnRadweg Hessen. Auf ehemaligen Bahntrassen führt er ca. 250 km durch Vogelsberg, Wetterau, das Schlitzerland, den Landkreis Hersfeld-Rotenburg, das grenznahe Thüringen, die Rhön, Fulda und durch Teile des Kinzigtals.
- Lokomotiv-Denkmal der letzten verbliebenen Diesellok VL13, welche bis 1967 auf der Vogelsberger Südbahn zwischen Wächtersbach, Birstein und Hartmannshain verkehrte.

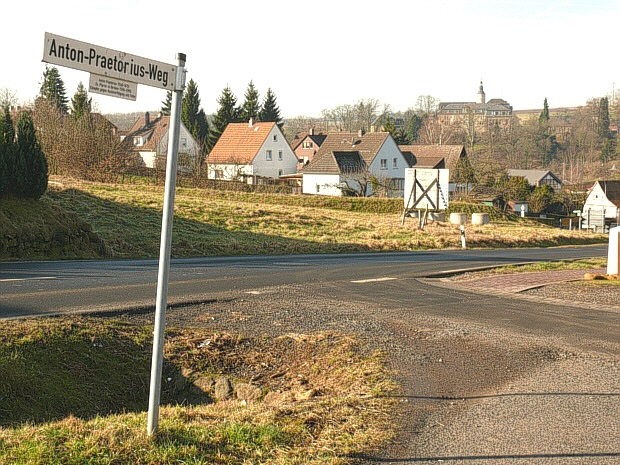
Anton-Praetorius-Weg in Birstein

## Persönlichkeiten

### Töchter und Söhne der Gemeinde
- Johann Winter von Güldenborn (* 1595 in Birstein – 1668), Militär und Verwaltungsbeamter in kurmainzisch-kurpfälzischen Diensten
- Philipp Ludwig Fabricius (* 1599 in Birstein – 1666), Jurist und hessen-darmstädtischer Rat, Vizekanzler und Kanzler
- Wilhelm Moritz II. zu Ysenburg-Philippseich (* 1688 in Birstein – 1772), kurpfälzischer Generalleutnant und erster Herrscher über die Grafschaft Isenburg-Philippseich
- Carl Philipp Kopp (* 1728 in Birstein – 1777), Jurist, Hessischer Geheimer Rat und Oberappellationsgerichts-Direktor
- Carl Friedrich Ludwig Moritz von Isenburg-Birstein (* 1766 in Birstein – 1820), Fürst zu Isenburg und Büdingen, souveräner Fürst des Rheinbund-Staates Fürstentum Isenburg von 1806 bis 1815
- Walter Kautz (1803–1874), Schultheiß und Mitglied der kurhessischen Ständeversammlung
- Wilhelm Einschütz (* 1816 in Birstein – 1875), Bürgermeister und Mitglied der Zweiten Kammer der kurhessischen Ständeversammlung
- Fürst Karl II. zu Isenburg-Birstein (* 1838 in Birstein – 1899), Chef des hochadeligen Hauses Isenburg-Birstein, Standesherr und Mitglied des Preußischen Herrenhauses sowie der Ersten Parlamentskammer der Landstände des Großherzogtums Hessen
- Antonia Pilars de Pilar, geborene Freiin von Oer-Egelborg (* 10. April 1872 in Birstein – 1946), Hofdame der Herzogin Marie Antoinette von Mecklenburg-Schwerin (1884–1944), verheiratet mit dem Schriftsteller Ladislaus Pilars de Pilar.
- Wilhelm Ziegler (* 1891 in Birstein – 1962), deutscher Theologe, Publizist, Historiker und Ministerialbeamter
- Fritz Maubach (* 1912 in Birstein; † 1963 in Eichenzell), Sohn des ehemaligen fürstlichen Hofapothekers Andreas Maubach. Schriftsteller, schrieb 1947 das Buch „Die Zwingburg“, in dem er seine Birsteiner Jugendjahre beschrieb. Zudem veröffentlichte er unter dem Pseudonym Caspar Reiserecht (zum Beispiel Rhön von allen Seiten und Heimstatt der leichten Muse). Er war wie sein Vater Apotheker, arbeitete später als Redakteur und war als solcher auch Berichterstatter bei den Nürnberger Prozessen.

### Mit der Gemeinde verbundene Persönlichkeiten
- Anton Praetorius (1560–1613), reformierter Theologe, wirkte von 1596 bis 1598 als Hofprediger in Birstein
- Friedrich Karl von Buri (1702–1767), Jurist und Diplomat, Hof-, regierungs- und Konsistorialrat in Birstein
- Friedrich von Oer (1842–1896), Oberer Kämmerer des Fürsten Ysenburg.
- Siegfried Theimer (1926–2004), Industrieller, wirkte im Ortsteil Obersotzbach als Produzent in der grafischen Industrie.[32] Seit 1991 Träger des Bundesverdienstkreuzes.[33]